# Мармылёво
Мармылёво (баш. Мармылёв) — деревня в Уфимском районе Республики Башкортостан Российской Федерации. Входит в состав Жуковского сельсовета.

## География

### Географическое положение
Расстояние до:
- районного центра (Уфа): 16 км,
- центра сельсовета (Жуково): 10 км,
- ближайшей ж/д станции (Дёма): 4 км.

## Население
| 2002 | 2009 | 2010 |
| ---- | ---- | ---- |
| 182  | ↗190 | ↗232 |

Национальный состав
Согласно переписи 2002 года, преобладающая национальность — русские (65 %).